# Iturea

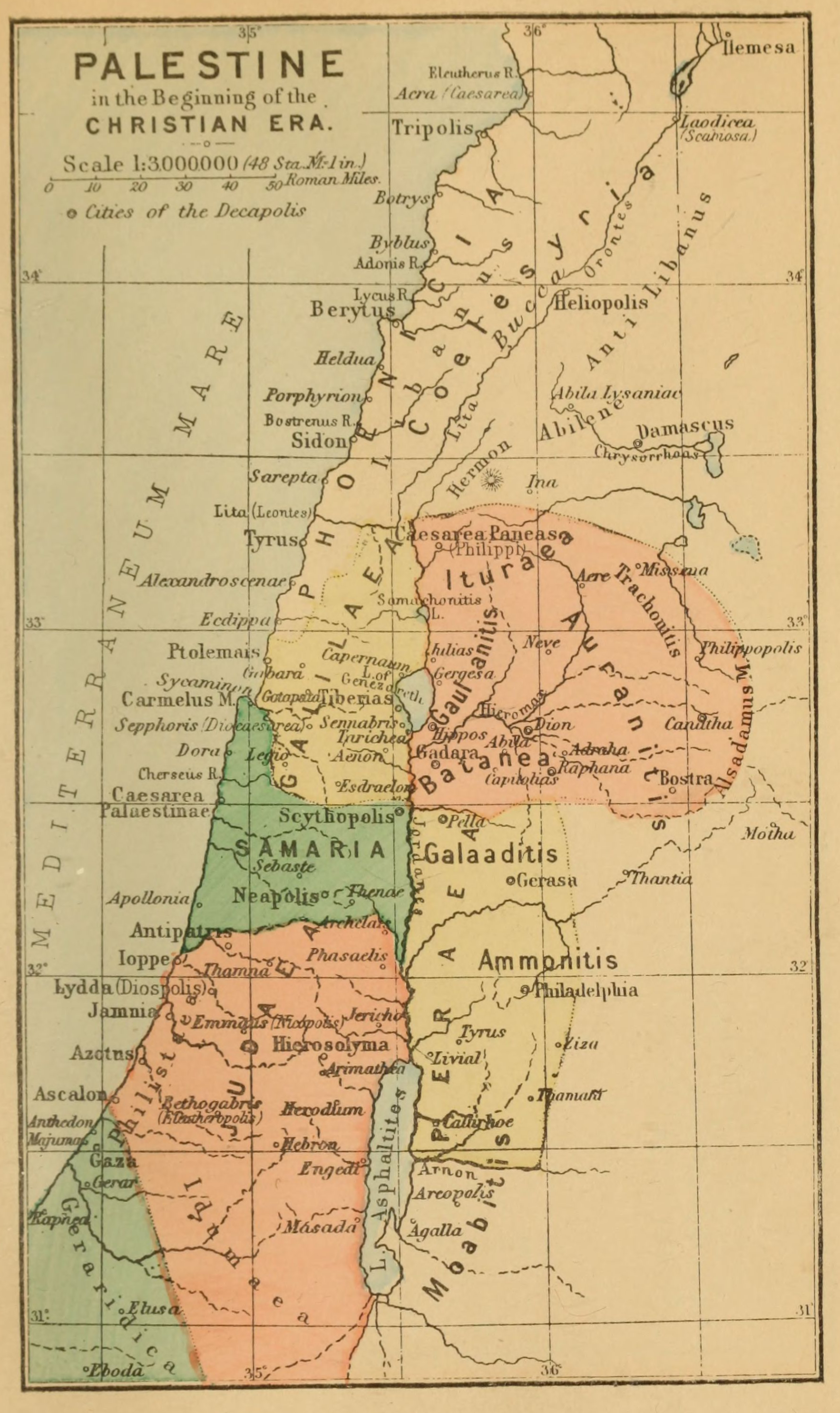
Mapa de la Palestina romana en el primer siglo; según Conder (1889)

Iturea (en griego antiguo: Ἰτουραία, Itouraía) es el nombre griego de una región levantina situada al norte de Galilea durante los períodos helenístico tardío y romano temprano. Se extendía desde el Monte Líbano a través de la llanura de Marsyas hasta las montañas Anti-Líbano en Siria, con su centro en Calcis.

## Itureos
Los itureos eran una tribu seminómada cuyo origen exacto es incierto. Si bien la mayoría de expertos los identifican como árabes, otros los consideran arameos.
Llegaron al poder tras el declive de los seléucidas durante el siglo II a. C. Luego, desde su base alrededor del Monte Líbano y el Valle de Becá, llegaron a dominar vastos tramos de territorio sirio y se cree que penetraron en el norte de Israel hasta Galilea.